# Cawston
Cawston è un villaggio e parrocchia civile dell'Inghilterra, appartenente alla contea del Norfolk.